# Son Goten
Son Goten (孫悟天 (Tôn Ngộ Thiên) そん ごてん) là một nhân vật hư cấu trong Dragon Ball Z và Dragon Ball GT, Dragon Ball Super. Goten là con thứ hai và cuối cùng của nhân vật chính của bộ truyện, Goku và công chúa của Gyuumaou (Ngưu Ma Vương) tên là Chichi. Son Goten đã được tạo ra trong truyện để thay thế cho Goku. Tuy nhiên, Toriyama đã buộc phải mang Goku trở lại khi các fan hâm mộ không chấp nhận việc thay thế nhân vật chính với một phiên bản giống hệt như vậy. Goten là bạn tốt nhất của Trunks từ bé.

## Bản thân
Son Goten rất giống Son Goku lúc bé. Goten rất ham học võ ngay từ lúc bé và tu luyện thành siêu Saiyan chỉ trong 3 tháng. Từ bé, Goten rất chơi thân với Trunks, con trai Vegeta và lúc nào cả hai cũng luyện võ chung.
Sau này, Goten và Trunks đã tập thành công phép Lưỡng Long Nhất Thể và cả hai kết hợp thành Gotenks và được Piccolo huấn luyện và đạt được tới cấp Siêu Saiyan cấp 3.

## Tính cách
Khi còn nhỏ, Son Goten là một người vui vẻ và tốt bụng như cha mình. Được sự dạy dỗ tận tình của mẹ, Goten lễ phép và biết quy tắc, cách cư xử hơn Goku rất nhiều. Khác với Gohan, Chi Chi không bắt Goten phải học quá nhiều và thậm chí còn tập võ cùng cậu giúp Goten có niềm vui trong võ thuật.

## Dragon Ball GT
Tuy lúc nhỏ Goten giống cha là Goku, nhưng càng về sau cho đến Dragon Ball GT, Goten lại giống người anh trai, Gohan.

## Diễn viên lồng tiếng
- Japanese dub: Masako Nozawa
- Funimation dub: Kara Edwards (Kid); Robert McCollum (Teen and Adult)
- Ocean dub: Jillian Michaels (Kid); Brad Swaile (Teen); Scott Hendrickson (DBGT)
- Lồng tiếng Việt: Kim Ngọc (lúc nhỏ)